# Eriopyga melanops
Eriopyga melanops är en fjärilsart som beskrevs av Dyar 1912. Eriopyga melanops ingår i släktet Eriopyga och familjen nattflyn. Inga underarter finns listade i Catalogue of Life.